# Ctenochira gelida
Ctenochira gelida là một loài tò vò trong họ Ichneumonidae.